# Старочеркасский историко-архитектурный музей-заповедник
Старочеркасский историко-архитектурный музей-заповедник (сокр. СИАМЗ) — крупнейший музейный комплекс на Юге России, включённый в туристические справочники ЮНЕСКО.
Расположен в станице Старочеркасская Ростовской области и включает в себя заповедную территорию бывшего города Черкасска (центр станицы) площадью 62,88 га с более чем 100 памятников гражданской и культовой архитектуры. В состав музея входят также три охранные заповедные зоны: Аннинская крепость, Ратное урочище с Преображенской церковью и Монастырское урочище.

## История
В апреле 1918 года был создан областной Донской комитет по охране памятников истории и старины, которому было поручено обследовать станицы Донской области, с целью выявления памятников, памятных мест и культурных ценностей, для того, чтобы взять их под государственную охрану. Комиссия из представительных лиц обследовала несколько древних станиц области, среди которых была и станица Старочеркасская, которая выделялась особенно своими памятниками жилой и культовой архитектуры XVIII века, богатой историей, как бывшая столица донских казаков с 1644 по 1805 годы.
На основе акта этой комиссии 1 марта 1921 года было принято решение об организации Древлехранилища имени Степана Разина в станице Старочеркасской, где, по преданию, родился Степан Разин, был убит Кондратий Булавин и неоднократно бывал Емельян Пугачёв. Музею отвели дворец постройки 1760-х годов — бывший дом атамана Данилы Ефремова. Большую роль в организации и работе музея сыграли Анна Митрофановна Гринёва — учительница, супруга протоирея Войскового собора, и её дочь Елизавета Митрофановна Гринёва, ставшая первым руководителем музея.
С 1 января 1957 года Старочеркасский музей имени Степана Разина упраздняется как самостоятельная административная единица и становится филиалом музея истории донского казачества Новочеркасска.

Новую страницу в историю Старочеркасского музея вписал писатель Михаил Шолохов. Летом 1970 года, на областном уровне велась подготовка к празднованию 400-летия образования Войска Донского и Черкасска. Многие старожилы помнят день, когда в составе одной из делегаций в станицу прибыл М. А. Шолохов. Осмотрел станицу, посетил музей. И вот уже 19 июня 1970 года было отправлено письмо председателю Совета Министров РСФСР Г. И. Воронову:
Дорогой Геннадий Иванович, одновременно с этим письмом, посылаю письмо и Л.И. Брежневу, в котором прошу Политбюро ЦК КПСС рассмотреть вопрос о возможности как-то отметить наступающее в текущем году 400-летие Донского казачества… Дон дал России Ермака, Пугачёва, Разина, Булавина и многих других славных сынов… В отношении станицы Старочеркасской надо что-то делать… Почему бы Вам Геннадий Иванович не послать в Старочеркасск авторитетную комиссию историков, которая установила бы, какие объекты и ценности нуждаются в реставрации и сохранности…
 В октябре того же года в станицу Старочеркасскую прибыла авторитетная Госкомиссия, которая определила памятники и памятные места Старочеркасской и, на основании акта этой комиссии и ходатайства М. А. Шолохова, 30 декабря 1970 года вышло постановление за № 726 «О создании на территории станицы Старочеркасской историко-архитектурного музея-заповедника».
В 1971 году на базе памятников истории и архитектуры, взятых под государственную охрану были созданы Ростовские научно-реставрационные мастерские. За 15 лет, благодаря созданию музея, были отреставрированы такие уникальные памятники как: Войсковой Воскресенский собор с уникальным иконостасом середины XVIII века, соборная колокольня, дворец атаманов Ефремовых, атаманская кухня, здание монастырской гостиницы, дом торговых казаков Жученковых, дом Кондратия Булавина, церкви Петра и Павла, Донской Божией Матери и Ратненская.

## Музей сегодня

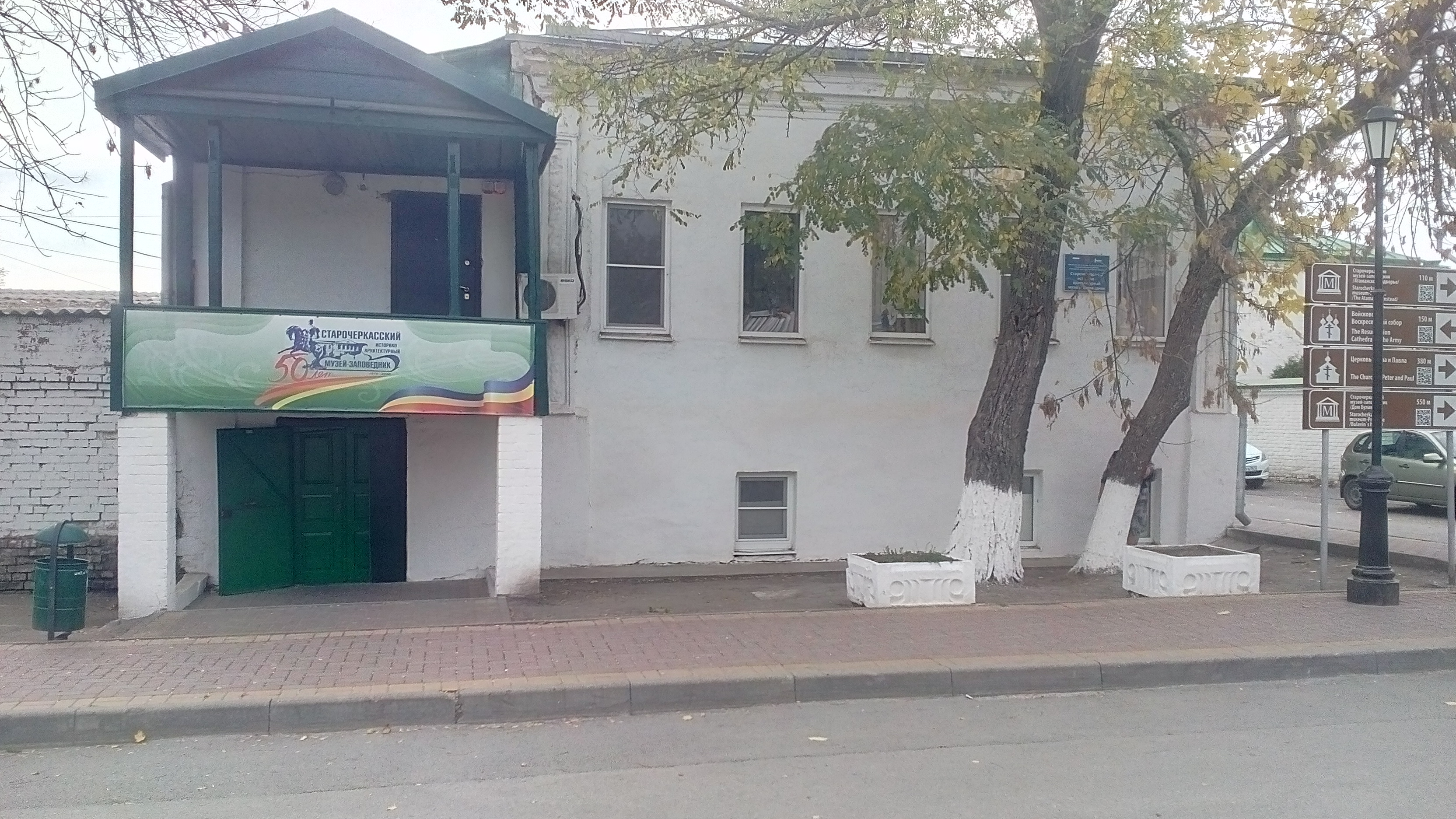
Административное здание музея

Экспозиционно-выставочная площадь музея составляет 1563,8 м², фондохранилищ — 629,1 м². Единиц хранения — 67009. В собрании музея выделяются коллекции орудий труда, одежды, оружия, предметов быта казаков (в том числе самое полное в России собрание одежды и предметов быта казаков-некрасовцев), живописи и графики (в том числе живописные портреты XVIII века), декоративно-прикладного искусства (в том числе фарфорофаянсовые изделия из г. Семикаракорск).
В библиотеке музея хранятся три тематические коллекции, относящиеся к книжным памятникам: книги издательства Н. Е. Парамонова «Донская речь», книги кирилловской печати и краеведческая коллекция.
Ежегодно выставки и памятники Старочеркасского музея посещает до 200 тысяч российских туристов и гостей, из более чем 60 стран, в том числе из далеких Австралии, Новой Зеландии и США, туманного Альбиона, Франции, Германии, Турции и других стран мира. Для посетителей ежедневно открыто пять экспозиций, которые отражают жизнь донских казаков, их быт, обычаи и культуру.
В музее постоянно действуют следующие выставки: основная историческая экспозиция «История донского казачества XVI — начала XX века», «Казачий род Ефремовых», «Интерьер казачьей кухни», «Быт и культура донских казаков конца XIX — начала XX века» Дом К. Булавина, «Памятные места станицы Старочеркасской», «Майдан и Воскресенский собор».
На территории музея проводится праздник «День чебака», так же множество ежегодных культурно-образовательных мероприятий и тематических лекций. Сотрудники Старочеркасского музея-заповедника привлекают как можно больше туристов для популяризации и повышения интереса к истории, быту и традициям донского края.